# Sophronica costulata
Sophronica costulata är en skalbaggsart som först beskrevs av Max Quedenfeldt 1882.  Sophronica costulata ingår i släktet Sophronica och familjen långhorningar. Inga underarter finns listade i Catalogue of Life.